# Tagai (Oblast Uljanowsk)
Tagai (russisch Тагай) ist eine Siedlung städtischen Typs in der Oblast Uljanowsk Russlands. Sie wurde im 17. Jahrhundert gegründet. Hier ist vor allem die im Jahre 1841 gegründete Uljanow-Schule zu nennen.